# آرثر هوفمان
آرثر هوفمان (بالألمانية: Arthur Hoffmann)‏ هو عداء سريع ألماني، ولد في 10 ديسمبر 1887 في غدانسك في بولندا، وتوفي في 4 أبريل 1932 في هامبورغ في ألمانيا.

## وصلات خارجية
- آرثر هوفمان على موقع أوليمبيديا (الإنجليزية)